# Gonur, Malur
Gonur là một làng thuộc tehsil Malur, huyện Kolar, bang Karnataka, Ấn Độ.